# Station Ogród Wiktorii
Station Ogród Wiktorii is een spoorwegstation in de Poolse plaats Gniezno.